# Koubba (Liban)
Pour les articles homonymes, voir Koubba.
Koubba est un village libanais situé au Nord de Batroun. Il se situe sur l’embouchure de Nahr el-Jaouz.